# Hastighetsåkning på skridskor vid olympiska vinterspelen 2002
Sverige deltog enbart med Johan Röjler.

## Medaljörer

### Medaljligan
| Pl. | Nation        | Guld | Silver | Brons | Totalt |
| --- | ------------- | ---- | ------ | ----- | ------ |
| 1   | Nederländerna | 3    | 5      | 0     | 8      |
| 2   | Tyskland      | 3    | 3      | 2     | 8      |
| 3   | USA           | 3    | 1      | 4     | 8      |
| 4   | Kanada        | 1    | 0      | 2     | 3      |
| 5   | Japan         | 0    | 1      | 0     | 1      |
| 6   | Norge         | 0    | 0      | 2     | 2      |

### Herrar
| Gren                     | Guld                            | Guld          | Silver                          | Silver   | Brons               | Brons    |
| 500 meter Detaljer...    | Casey FitzRandolph USA          | 1:09,23       | Hiroyasu Shimizu Japan          | 1:09,26  | Kip Carpenter USA   | 1:09,47  |
| 1 000 meter Detaljer...  | Gerard van Velde Nederländerna  | 1:07,18 (VR)  | Jan Bos Nederländerna           | 1:07,53  | Joey Cheek USA      | 1:07,89  |
| 1 500 meter Detaljer...  | Derek Parra USA                 | 1:43,95 (VR)  | Jochem Uytdehaage Nederländerna | 1:44,57  | Ådne Søndrål Norge  | 1:45,26  |
| 5 000 meter Detaljer...  | Jochem Uytdehaage Nederländerna | 6:14,66 (VR)  | Derek Parra USA                 | 6:17,98  | Jens Boden Tyskland | 6:21,73  |
| 10 000 meter Detaljer... | Jochem Uytdehaage Nederländerna | 12:58,92 (VR) | Gianni Romme Nederländerna      | 13:10,03 | Lasse Sætre Norge   | 13:16,92 |

### Damer
| Gren                    | Guld                       | Guld         | Silver                             | Silver  | Brons                  | Brons   |
| 500 meter Detaljer...   | Catriona LeMay Doan Kanada | 74,75        | Monique Garbrecht-Enfeldt Tyskland | 74,94   | Sabine Völker Tyskland | 75,19   |
| 1 000 meter Detaljer... | Christine Witty USA        | 1:13,83 (VR) | Sabine Völker Tyskland             | 1:13,96 | Jennifer Rodriguez USA | 1:14,24 |
| 1 500 meter Detaljer... | Anni Friesinger Tyskland   | 1:54,02 (VR) | Sabine Völker Tyskland             | 1:54,97 | Jennifer Rodriguez USA | 1:55,32 |
| 3 000 meter Detaljer... | Claudia Pechstein Tyskland | 3:57,70 (VR) | Renate Groenewold Nederländerna    | 3:58,94 | Cindy Klassen Kanada   | 3:58,97 |
| 5 000 meter Detaljer... | Claudia Pechstein Tyskland | 6:46,91 (VR) | Gretha Smit Nederländerna          | 6:49,22 | Clara Hughes Kanada    | 6:53,53 |

### Fotnoter
1. ↑  ”Salt Lake City 2002 Official Report - Speed Skating”. Salt Lake City Organizing Committee. LA84 Foundation. Februari 2002. Arkiverad från originalet den 20 februari 2012. https://web.archive.org/web/20120220084643/http://www.la84foundation.org/6oic/OfficialReports/2002/SLC2002Results3.pdf. Läst 5 februari 2010.